# 上五島国家石油備蓄基地
上五島国家石油備蓄基地（かみごとうこっかせきゆびちくきち、英文社名：KAMIGOTO OIL STORAGE COMPANY, LTD.）は、長崎県南松浦郡新上五島町に位置する石油備蓄基地。独立行政法人石油天然ガス・金属鉱物資源機構が所有し、上五島石油備蓄株式会社が操業管理業務を受託している。

## 施設概要

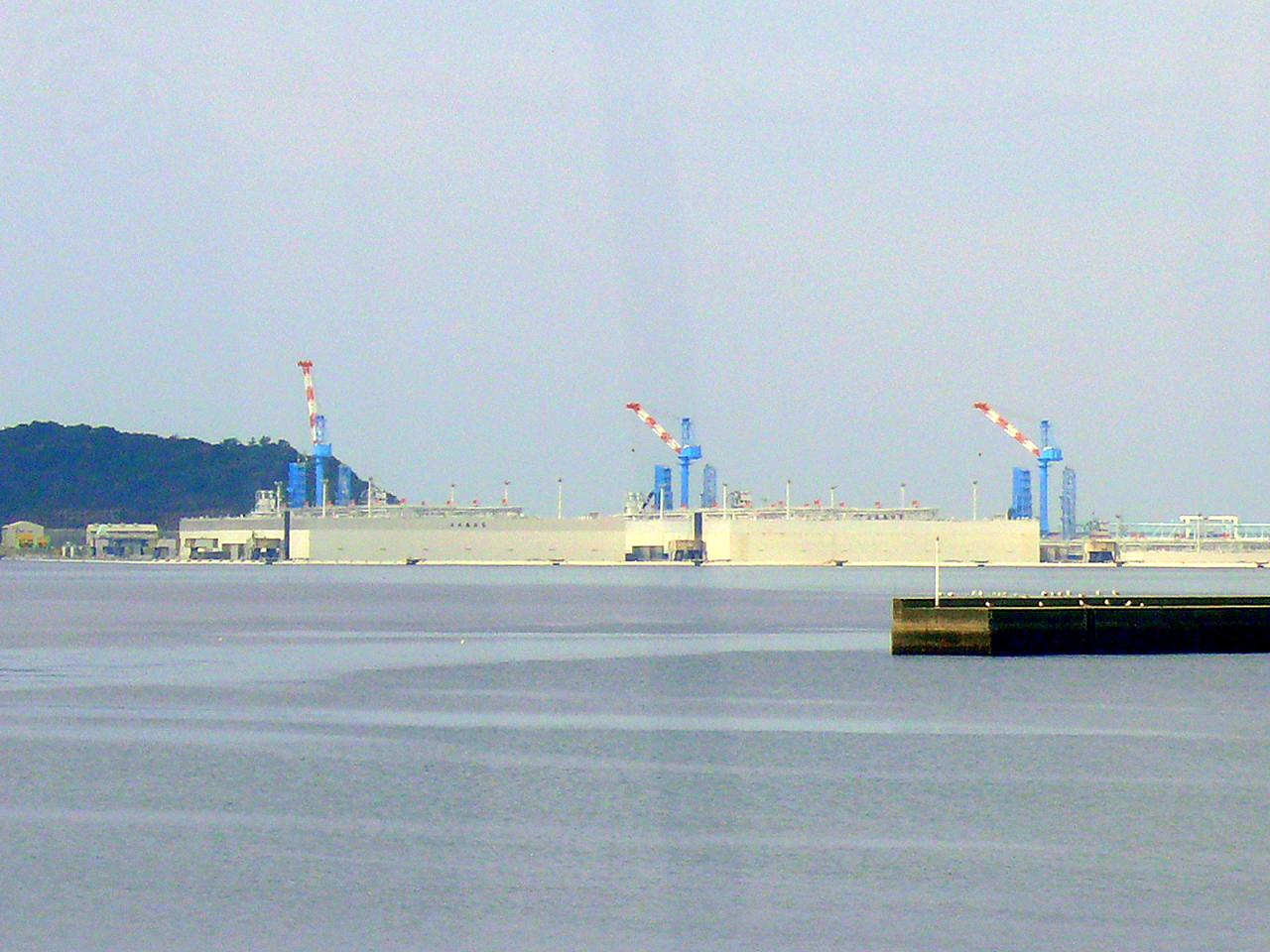
上五島国家石油備蓄基地の洋上貯蔵施設

メガフロートを使用した世界初の洋上タンク式石油備蓄基地として、日本の石油需要7日分に相当する440万klの原油を貯蔵している。折島と柏島との間に防波堤が設けられ、その東側の、二重の浮式防油堤に囲まれた海域に5隻の貯蔵船を係留。タンカーで輸送された原油は折島のシーバースからパイプラインで貯蔵船に移送される。貯蔵船は1隻あたり長さ390m・幅97m・深さ27.6mで、最大貯蔵能力は88万kl。内部は9つの貯蔵ブロックが設けられ、外部と貯蔵ブロックとの間の二重構造内は海水で満たされている。一隻ずつ切り離すことができ、定期的に長崎市のドックまで曳航してメンテナンスが行われる。

## 沿革
1981年（昭和56年）12月、上五島地区が国家石油備蓄基地の建設地と決定した。1982年2月、石油公団（現石油天然ガス・金属鉱物資源機構）や三菱石油（現ENEOS）、日本郵船など出資により上五島石油備蓄株式会社設立。1984年に備蓄基地着工。1988年9月に完成し、翌1989年1月には原油の充填が完了した。
2004年（平成16年）2月、石油備蓄事業の国直轄事業化。上五島石油備蓄株式会社は石油公団の委託により石油備蓄基地の操業管理を行う体制に移行。これに先立ち、同社は1月に資本金を100億円から1億円に減資。出資者から石油公団等が外れ、新日本石油（現ENEOS）・日本郵船・長崎県の3株主体制となるとともに、2月には本社を横浜市に移転した。